# Gastrotheca dunni
Gastrotheca dunni là một loài ếch trong họ Hemiphractidae. Chúng là loài đặc hữu của Colombia.
Môi trường sống tự nhiên của nó là các khu rừng vùng núi ẩm nhiệt đới hoặc cận nhiệt đới, đồng cỏ ở cao nhiệt đới hoặc cận nhiệt đới, đầm nước ngọt, đầm nước ngọt có nước theo mùa, đất canh tác, vùng đồng cỏ, các đồn điền, vườn nông thôn, các khu rừng trước đây bị suy thoái nặng nề, ao, và đất có tưới tiêu.